# 영가정의공주
영가공주(중국어: 永嘉公主, 1376년 - 1455년 10월 12일)는 명나라의 공주이다. 명 태조 주원장의 12녀로, 어머니는 혜비 곽씨이다. 여양공주와 동복자매이다.
홍무 9년에 태어났다. 홍무 22년 11월 6일 (1389년 11월 23일), 공주는 무정후 곽영의 아들 곽진에게 하가했다. 영락 3년, 영가장공주에 봉해졌다. 영락 22년 11월 임진일 (1424년 11월 21일), 영가대장공주에 진봉되었다. 선덕 10년, 공주는 그의 아들 곽진을 후계자로 청했다. 경태 6년 9월 2일 (1455년 10월 12일), 공주는 80세의 나이로 세상을 떠났다.
명 세종이 즉위할 때, 영가공주의 고손자 곽훈이 총애를 받아, 영가공주에게 시호를 내려달라 하였고, 정의(貞懿)라는 시호가 내려졌다.